# Willy Hofman

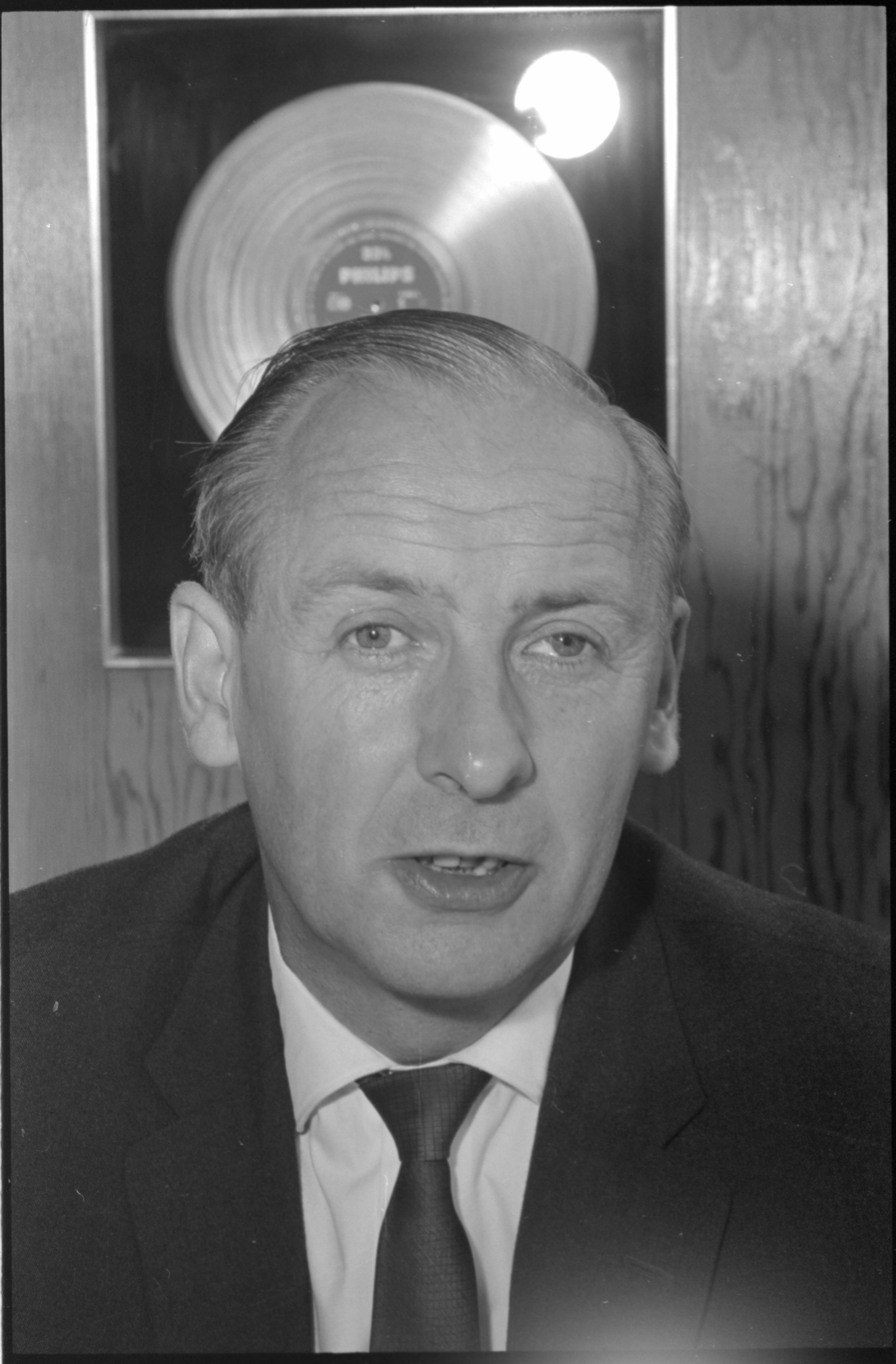
Portret Willy Hoffman, theaterproducent en directeur van de Dienst Gemeentelijke Kunstgebouwen, 1963. (Foto: Ary Groeneveld, Stadsarchief R'dam.)

Willy Hofman (april 1915 - 4 maart 2007) was een Nederlandse bestuurder en theaterproducent, die een belangrijke rol heeft gespeeld in de opleving van de cultuursector in het naoorlogse Rotterdam.

## Levensloop
Hofman kwam uit een Haags kunstenaarsgezin, maar ging economie studeren aan de Nederlandsche Handels-Hoogeschool in Rotterdam. Na zijn afstuderen trad hij in dienst bij de Gemeente Rotterdam.
In 1946 werd Hofman aangesteld als eerste directeur van de Rotterdamse Kunststichting. Hij bleef daarbij werken in het stadhuis tot hij in 1953 met vier gedetacheerde gemeenteambtenaren vertrok naar een zelfstandige locatie in de stad.
In 1952 werd Hofman tevens directeur van het Luxor theater in Rotterdam. Met de oprichting in 1966 werd Hofman directeur van de Dienst Gemeentelijke Kunstgebouwen in Rotterdam. Hierdoor had hij de leiding over diverse theaters in de Maasstad. Ook was hij betrokken bij het oprichten van het Rotterdams filmfestival. 
In 1980 ging Hofman met pensioen. Hij overleed in 2007 op 91-jarige leeftijd.

## Werk
Hij was co-producent van de eerste Nederlandse musical genaamd My Fair Lady, waarin Wim Sonneveld de hoofdrol speelde. Deze musical ging in 1960 in première en was een groot succes. Het Amsterdamse theater Carré was zes maanden uitverkocht. In totaal hebben 750.000 mensen de voorstelling gezien. Daarna heeft hij nog de musicals Oliver! en Heerlijk duurt het langst geproduceerd.
In de jaren 70 kreeg hij bezoek van Joop van den Ende, die plannen had om in Nederland musicals te gaan produceren en van Hofmans ervaringen gebruik wilde maken. Vanuit deze kennis bouwde van den Ende zijn musical-imperium op.